# Rocco Hettwer

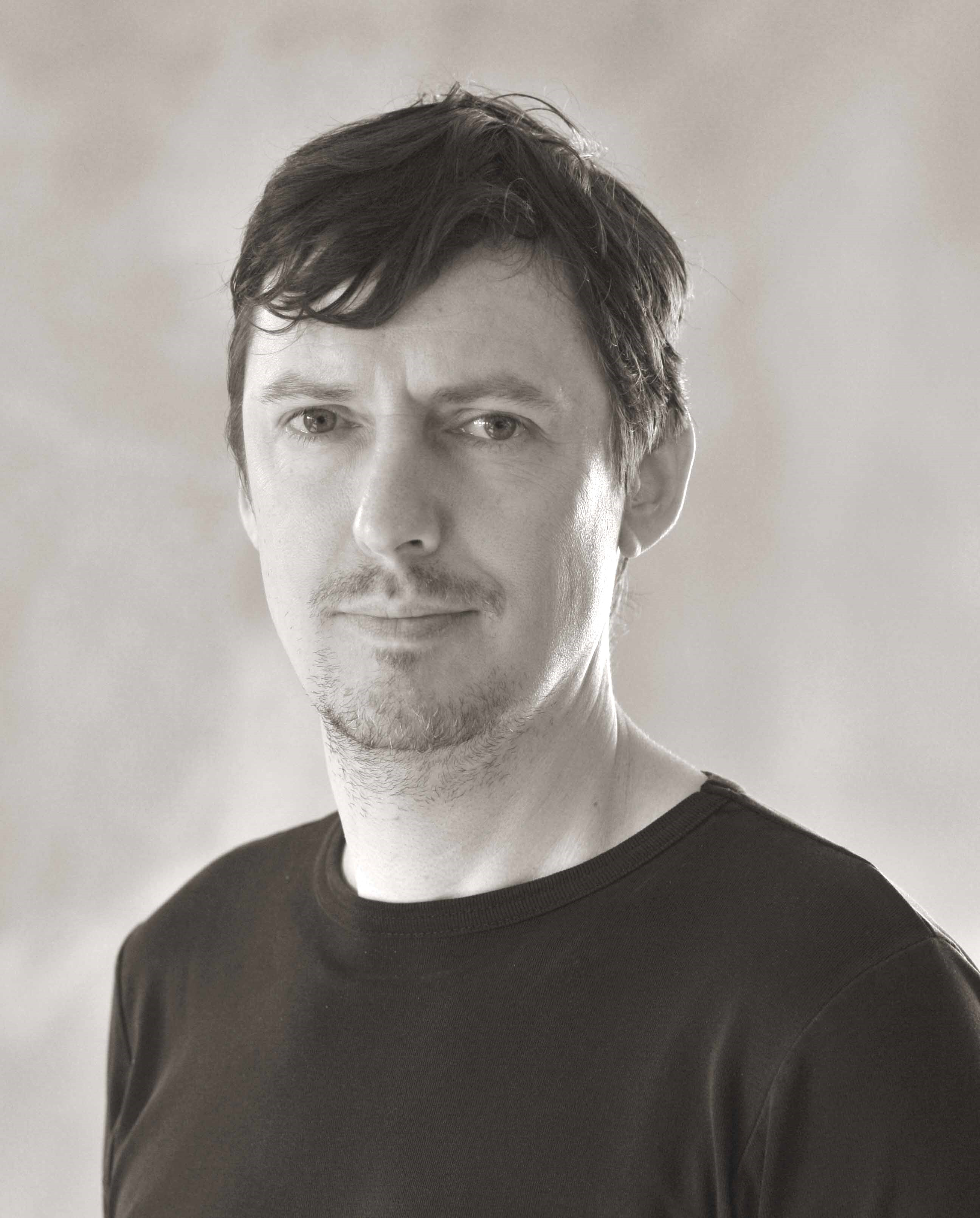
Rocco Hettwer (2011)

Rocco Hettwer (* 30. April 1964 in Wurzen) ist ein zeitgenössischer deutscher Künstler.

## Leben
Rocco Hettwer besuchte von 1970 bis 1980 die Polytechnische Oberschule in Wurzen und absolvierte anschließend bis 1982 eine Lehre als Facharbeiter für Drucktechnik mit Abitur in Leipzig. Ab 1979 besuchte er einen Abendkurs für Malerei an der „Hochschule für Graphik und Buchkunst Leipzig“. Es folgten Bewerbungen zum Hochschulstudium der Malerei in Dresden und Berlin sowie im Mai 1989 der Einzug zum Grundwehrdienst der NVA als Bausoldat in Görlitz.
1990 begann Hettwer ein Studium der Malerei an der Kunsthochschule Berlin-Weißensee, schloss 1995 mit einem Diplom Freie Kunst/Malerei ab und wurde 1996 Meisterschüler bei Professor Dieter Goltzsche. Mit einem Arbeitsstipendium des Deutsch – Französischen – Kulturrates 1996 sowie des DAAD 1997/98 hielt er sich in Bordeaux bzw. Puyvalador/Ostpyrenäen auf. Seit 1999 lebt und arbeitet Rocco Hettwer freischaffend in Berlin.
Werke des Malers befinden sich in zahlreichen privaten sowie einigen öffentlichen Sammlungen, wie der Sammlung Nathalie und Alexandre Callay, Los Angeles, dem Berliner Senat und dem Kulturhistorischen Museum / Ringelnatzsammlung – Wurzen.

## Künstlerisches Wirken
Hettwers künstlerische Anfänge liegen im Zeichnen – vor der Natur – in der Wurzener Muldenaue, einem Teil der flachen Landschaft der sogenannten Leipziger Tieflandsbucht. Nahe gebracht hatte dem jungen Maler die Unbedingtheit des Naturstudiums der Wurzener Maler Hans-Peter Hund. Von ihm gingen auch erste Einflüsse eines expressiven Realismus aus, der sich in der DDR aus dort hoch geschätzten Künstlern wie Käthe Kollwitz, Otto Dix oder Conrad Felixmüller herangebildet hatte. In diesem Zuge entstanden um 1988/89 auch erste eindrucksvolle Porträt-Zeichnungen sowie wenige Gemälde. Parallel entdeckte Hettwer auf insgesamt 4 Studienreisen nach Prag, darunter zwei mit Hans-Peter Hund, aber auch die Großstadt mit ihren Häuserfluchten, dem Verkehr und internationalen Flair.
Der Studienbeginn im Herbst 1990 gestaltete sich spannend, nicht nur, da die politische Wende zeitgleich verlief, sondern auch weil die analytische Herangehensweise, die Methodik des Zeichnens und Malens an der Hochschule zunächst völlig fremd erschien. Lehrer wie Wolfgang Leber sowie Professor Dieter Goltzsche, dessen Schüler er 1992 wird, regen Hettwer zum figürlichen Zeichnen an, aber auch zu einer Art radikal prozesshafter Malerei, ohne eine verfrühte Ergebnisorientierung. In diesen Studienjahren und daran anschließend entdeckt Hettwer auch verschiedene Drucktechniken für sich, wie Radierung, Lithographie und Holzschnitt.
Als künstlerisches Thema kristallisiert sich die „Figur im Raum“ heraus, wobei er – mit Wolfgang Leber als „Katalysator“ – noch einmal die Klassische Moderne, insbesondere Picasso, assimiliert. Fläche und Farbe scheinen enorm wichtig, wobei er stets von der Figur als Gegenstand ausgeht und diese auch nicht gänzlich „weg-zu-malen“ bereit ist. Dieser Entwicklungsprozess zieht sich ungefähr bis in das Jahr 2003/04, wo Hettwer droht den eigentlichen Gegenstand seiner Malerei, die Figur im Raum, durch mehr und mehr spielerische Elemente der Collage, wie Modulsysteme, Schablonierungen usw. dann doch zu verlieren. Der Expansionskraft der Farbe scheint das zuträglich zu sein, weil die Fläche im Vordergrund steht, aber narrativ lassen die Ergebnisse den Maler kalt. Er zeichnet auch kaum mehr nach der Natur. Zirka 70 Gemälde sind in 10 Jahren seit dem Studium entstanden, chronologisch nummeriert und bezeichnet als „Blockbilder“. Dazu haben sich zahlreiche Zeichnungen, Collagen und Druckgraphiken angesammelt, die aber für den Maler kaum mehr Entwicklungspotenzial in sich zu tragen scheinen.
Vor diesem Hintergrund durchlebt Rocco Hettwer eine künstlerische Krise, besinnt sich aber schließlich auf seine Wurzeln – das Naturstudium in erster Linie. Das Porträt gewinnt bei diesem Neuanfang wieder an Bedeutung. Szenische, mehrfigurige Kompositionen kommen schon bald dazu. Hettwer entwickelt in den folgenden Jahren seine nun gültige persönliche Methodik, seinen „Baukasten“ der Malerei: Dazu zählen zunächst sein Skizzenbuch, eine Art Tagebuch, wo der Maler gelegentlich Geschehenes, Worte als auch Zeitungsausschnitte festhält. Modellsitzungen mit zumeist bekannten Menschen aus seinem näheren Umfeld, Photographie als auch „story boards“ für szenische Kompositionen aber vor allem die langwierige Formung an seinen Leinwänden. In den Vorarbeiten wird besondere Sorgfalt auf die Ausleuchtung, das Spiel von Licht und Schatten, gelegt und diese stets minutiös auf die Leinwand übertragen.
2008 wagt Rocco Hettwer ein „zweites Debut“ mit seinen neuen Werken in der Ausstellung „Figur und Schule“, Galerie im Turm – Berlin. Daraufhin lernt er den Berliner Galeristen Boris Brockstedt kennen, welcher fortan mit Hettwer zu arbeiten beginnt. Dadurch ergeben sich nicht nur neue Impulse über gleichaltrige Kollegen aus dem expressiven bzw. realistischen Spektrum von Malern, wie Salustiano (* 1965) oder Tino Geiss (* 1978), sondern darüber hinaus auch ein Kennenlernen gleichgesinnter älterer internationaler Künstler, wie etwa Isabel Quintanilla oder Francisco López, zwei Vertreter der sogenannten „Madrider Realisten“, die die Galerie Brockstedt seit den 70er Jahren vertritt.

## Einzelausstellungen
- 1994 Naunhof, Galerie Kugel
- 1997 Rochlitz, Schloß Rochlitz
- 1998 Berlin, Kunst – und Ausstellungsagentur Pohl, „Blockbilder“, Katalog
- 1999 Wurzen, VOLKSBANK Grimma – Wurzen e.G.
  - Wurzen, Städtische Galerie am Markt, „Blockbilder“
  - Grimma, Städtische Galerie
- 2000 Berlin, Galerie am Weißensee, „Blockbilder“
- 2001 Leipzig, COMMERZBANK AG Leipzig, „Blockbilder“
  - Berlin, Galerie Arcus, „Blockbilder – Der Reiz der Fläche“
  - Poznan, Polen, Galeria Pod Lipami, „Blockbilder“ Originalplakat
- 2002 Bialystok, Polen, Galeria WOAK, „Blockbilder“
- 2006 Leipzig, Medizinisches Zentrum – Karl-Tauchnitz-Straße 3
- 2007 Berlin, Antiquariat „Volapük“
- 2008 Berlin, Galerie im Turm, „Figur und Schule“
- 2010 Heilbad-Heiligenstadt, Literaturmuseum „Theodor Storm“, „Die Kurbelmädchen“
- 2012 Berlin, Galerie Brockstedt, „Dunkelkammer“
  - Hannover, hannover-gallery, „Dunkelkammer“
  - Hamburg, Galerie Brockstedt
- 2014 Wurzen, Klinkhardt-Bau, „Die Spielregel“
  - Wurzen, Kulturhistorisches Museum/Städtische Galerie, „Pentimenti“
  - Frankfurt a. M., galerie-mühlfeld+stohrer
  - Berlin, Galerie Brockstedt
- 2017 Grimma, Rathausgalerie, „Porträts und neue Aquarelle“
  - Glauchau, Galerie art gluchowe e.V., „Porträts und neue Aquarelle“
  - Hannover, hannover gallery, „Spiele“
- 2018 Berlin, Galerie Brockstedt, „Fiesta in Chinchón“
  - Hamburg, Galerie Brockstedt, Malerei und Zeichnungen
- 2021 Berlin, Galerie Brockstedt, „Szenario“
- 2024 Berlin, Galerie Brockstedt, "Die schönen Tage"

## Gruppenausstellungen
- 1995 Berlin, Rotes Rathaus, Studenten der Kunsthochschule Berlin-Weißensee
  - Berlin, Senatsverwaltung für Wissenschaft, Forschung und Kultur mit Christian Ulrich Originalplakat
- 1996 Bordeaux, Frankreich, Mairie de Bordeaux-Cauderan annexe, Deutsche und Französische Maler
  - Berlin, Kunsthochschule-Berlin-Weißensee, Meisterschülerausstellung
- 1997 Berlin, Galerie Solitaire, Kunst in Berlin Katalog
  - Berlin, Galerie am Weißensee, Einwurf – Diplomanden und Meisterschüler der KHB – Weißensee
  - Kröchlendorff, Uckermark, Schloß Kröchlendorff, Goltzsche - Schüler
- 1998 Berlin, Galerie parterre, TRY – 4 – Künstler um dreißig Katalog
  - Berlin, Galerie Mitte, Meisterschüler von Prof. Dieter Goltzsche an der KHB – Weißensee Katalog
  - Kröchlendorff, Uckermark, Schloß Kröchlendorff, Etüden – Junge Malerei aus Berlin
- 1999 Naunhof, Galerie Kugel
- 2001 Berlin, Studio Bildende Kunst/Werkstattgalerie, Druckgraphik von Studenten und Absolventen der KHB – Weißensee
- 2004 Naunhof, Galerie Kugel
- 2009 Paris, Frankreich, Collection Callay, „HAUNTED L´ESPRIT DE RROSE“
  - Berlin, Antiquariat „Volapük“, „Erstmal forever – 7 künstlerische Positionen zu Migration, Duldung und Rassismus“
  - Berlin, Galerie Brockstedt, „Zwei Positionen zeitgenössischer Malerei und Bildhauerei“ (gemeinsam mit Markus Schaller)
- 2010 Paris, Frankreich, Collection Callay, „DU“ (gemeinsam mit Pierre Granoux) Katalog
- 2011 Berlin, Lage Egal, „Die Wunderkammer“
  - Berlin, Haus am Lützowplatz, „La Cabane“
  - Istanbul, Türkei, „Contemporary-Istanbul“/Galerie Brockstedt, „Berlin-art“
- 2013 Berlin, Galerie Forum Amalienpark, „Ich & Ich – Selbstbildnisse“
  - Hamburg, „AAF“/Galerie Brockstedt
- 2014 Hamburg, salondergegenwart
- 2015 Hamburg, „AAF“ - Hamburg Section/Galerie Brockstedt
  - Berlin, Galerie Brockstedt, „Accrochage – Künstler der Galerie“
- 2016 Berlin, Galerie Brockstedt, „Sommer – Accrochage – Künstler der Galerie“
  - Berlin, Alte Feuerwache-Projektraum, „Quintessenz“
  - Hannover, Galerie Robert Drees, „A Promise of Truth – Positionen des zeitgenössischen Porträts“
  - Frankfurt a. M., galerie-mühlfeld+stohrer, „15 Jahre galerie-mühlfeld+stohrer“
- 2017 Berlin, Galerie Brockstedt, „Sommer – Accrochage – Künstler der Galerie“
- 2019 Lohme, OT Hagen, Insel Rügen, Galerie Uhleck.Hagen, „Im Schoß der Wespe“